# Спикова газела
Спикова газела (лат. Gazella spekei) је врста сисара из реда папкара (Artiodactyla) и породице шупљорожаца (Bovidae).

## Распрострањење
Спикова газела је присутна у Етиопији и Сомалији. Врста је присутна на подручју приобаља Индијског океана.

## Станиште
Станишта врсте су травна вегетација, екосистеми ниских трава и шумски екосистеми и брдовити предели.

## Угроженост
Ова врста се сматра угроженом.